# Eisler Annamária
Eisler Annamária,  művészneve  Masi, magyar modell, fotómodell, manöken, énekesnő.

## Élete
Masi a 70-es évek manökenje volt. Becenevét testvéreitől kapta. Édesanyja, amikor állapotos volt, mesélte a két bátyjának, hogy a kislánynak masni lesz a hajában. Ettől kezdődően Masi néven várták a gyermeket. Művésznévként azóta is ezt a nevet használja.
Édesanyja zongoratanárnő volt, és már gyermekkorában tanította őt, majd felvételt nyert a Magyar Rádió gyermekkórusába. A Bartók Béla Konzervatóriumban végzett. 
1968-ban manökentanfolyamot végzett. A divatszakma is felfigyelt rá, és fotói sorra jelentek meg, például a Nők Lapja, Ez a Divat és egyéb kiadványokban. Országjáró divatbemutatók alkalmával lehetőséget kapott éneklésre is. 
Kanadába került, Torontóban folytatta karrierjét. Énekelt és modell is volt. 
Modellként Európában, Kanadában és az Amerikai Egyesült Államokban fényképezték. Olyan ismert márkákkal szerepelt televíziós reklámokban, mint az Olay Oil vagy a Ballantine Scotch. 
Ugyanakkor zeneileg tovább fejlődött, megszerezte ARCT-jét az RCM-től, és énekelni kezdett a világhírű torontói Mendelssohn kórusnál. Nem sokkal később dolgozott együtt egy projektben Bobby Scott-tal New Yorkban. 
Masi több nyelven énekel, magyarul, angolul és franciául. 
Magyarországra sűrűn visszajárt. 2015-ben nagy sikert aratott például a MAGYAROK HOLLYWOODBAN koncerten Szakcsi Lakatos Béla zongoristával és a Rajkó Művészegyüttessel.
A Rotschild Szalonban 1968-ban készült bemutató fotóját az MTI Fotóarchívuma is őrzi.

## Fotósai voltak
többek közt Farkas Tamás (fotóművész), Balassa Ferenc, Bara István (fotóriporter), Normann Parkinson fotóművészek.